# Piotr Żyła
Piotr Paweł Żyła (poljski izgovor [ˈpjɔtr ˈʐɨwa]; Cieszyn, 16. siječnja 1987.) je poljski skijaš skakač. 
S Kamilom Stochom držao je poljski rekord skijaškog leta od 26. siječnja 2013. do 21. ožujka 2015. godine. Doskočili su na 232,5 metra. Stoch je rekord srušio letom od 238 m na Letaonici braće Gorišek. Żyła je držao poljski nacionalni rekord letom od 245,5 metara skokom na letaonici u Vikersundu 18. siječnja 2017. tijekom momčadskog natjecanja. Rekord je držao do 25. ožujka 2017. godine.

## Vanjske poveznice
- Piotr Żyła Međunarodni skijaški savez (eng.)